# Гавана Джинджер
Гавана Джинджер (англ. Havana Ginger), справжнє ім'я Моніка Пендас (англ. Monica Pendas, 27 лютого 1984 , Лос-Анджелес, Каліфорнія ) — американська порноакторка й еротична модель, членкиня Зали Слави Urban X Award.

## Біографія
Народилася 27 лютого 1984 року в Лос-Анджелесі, виросла в Каліфорнії. Має кубинське, іспанське та індіанське коріння. У Гавани є сестра-близнючка Савана Джинджер, також порноакторка.
Дебютувала в порноіндустрії в 2004 році, у віці близько 20 років. Спочатку використовувала псевдонім Mika Brown. Після зміни імені на «Гавана Джинджер» популярність і кар'єра стали бурхливо розвиватися. Каже, що мріє знімати фільми та відкрити власну студію.
У 2005 році стала першою контрактною виконавицею агентства LA Direct Models.
Під час операції з введення грудних сольових імплантів просила хірургу про об'єм 550 кубічних сантиметрів, але, прокинувшись, виявила на 50 куб. см. більші імпланти.
У 2017 році була номінована на XRCO Award в категорії «найкраще повернення». У 2019 була номінована в категорії «найкраще повернення» на Urban X Award, а також включена до Зали слави Urban X Award.
На серпень 2019 року знялася в 263 фільмах.

## Нагороди та номінації
- 2017 XRCO Award найкраще повернення (номінація)
- 2019 Urban X Award повернення року (номінація)
- 2019 включена до Зали слави Urban X Award[7]

## Вибрана фільмографія
- Great Big Tits 1
- Latin Mommas 2
- Strap-On Silicone Valley
- Tasty Titties[8]